# Petra Bodenbach
Petra Bodenbach (* 1964) ist eine deutsche Drehbuchautorin und Produzentin.

## Leben
Bodenbach arbeitete nach ihrem Studium der Film- und Fernsehwissenschaften bei verschiedenen Produktionsfilmen als Dokumentarfilmerin, bevor sie anfing, Konzepte für Drehbücher zu schreiben. Als Autorin war sie vorrangig für die Grundy UFA tätig. So begann sie als Story-Editor für die Seifenoper Unter uns und Drehbuchschriftstellerin für Hinter Gittern – Der Frauenknast. Von 2005 bis 2007 war sie die Chefautorin der Telenovela Wege zum Glück, vormals Julia – Wege zum Glück (Folge 1–443).
Von 2008 bis 2012 war sie Produzentin der Telenovela Anna und die Liebe bei der Produktionsfirma Producers at Work. Von 2010 bis 2011 war sie verantwortlich für die Entwicklung und Realisierung des Sat.1-Formates Hand aufs Herz.
Petra Bodenbach lebt in Berlin.

## Filmografie

### Drehbuch
- 1998–2005: Hinter Gittern – Der Frauenknast (39 Episoden)
- 2005–2007: Julia – Wege zum Glück (Chefautorin, 450 Episoden)
- 2018–2019: Alles oder Nichts (Storyline, 8 Episoden; Dialog, 4 Episoden)

### Redaktion/Produktion
- 2008–2012: Anna und die Liebe (Produzentin)
- 2010–2011: Hand aufs Herz (Entwicklung und Realisierung)